# ماجدة إريكسون
ماجدة غالولا إريكسون (بالفرنسية: Magda Ericson)‏ من مواليد 1929، وهي فيزيائية تونسية جزائرية.

## إسهامات
اشتهرت إريكسون بمساهماتها في فيزياء بيون النووية، وهو حقل فرعي للفيزياء النووية. اكتشفت تأثير لورنتز-لورينز-إريكسون-إريكسون لنموذج بيون البصري النووي في تفاعلات الصعق الكهربائي، إلى جانب زوجها المستقبلي -تورليف إريكسون- عالم الفيزياء النووي السويدي. كانت أيضًا واحدة من أبرز الباحثين في تفسير تأثير EMC.
تواصل إريكسون بحثها حتى يومنا هذا، على الرغم من تقاعد زوجها.

## الحياة والتعليم
حصلت ماجدة على الدكتوراه في الفيزياء التجريبية في جامعة السوربون في عام 1958، حيث عملت في المركز الوطني الفرنسي للبحث العلمي (CNRS). في عام 1959 حصلت على منحة فولبرايت لمعهد ماساتشوستس للتكنولوجيا.